# Лидинская улица
Ли́динская улица — улица в Выборгском районе Санкт-Петербурга. Проходит от Манчестерской до Гданьской улицы в историческом районе Удельная.

## История
Появилась в 1912 году под названием 1-й Лидинской; проходила между современными домами 4 и 6 от Большой Осиповской улицы (в настоящее время Дрезденской) до Осиповского проезда (ныне Гданьская улица). Происходит от имени Лидии Алексеевны Осиповой, дочери владельца мызы «Прудки» беллетриста и издателя Алексея Ивановича Осипова (см. также 2-я Лидинская ул. ), в честь которого же были названы соседние улицы. Ранее существовала также 2-я Лидинская улица, которая шла восточнее.
В 1963 году 1-я Лидинская улица была продлена до Исакова переулка (современная Манчестерская улица). 15 мая 1965 года название было упразднено, а с 7 июля 1999 года восстановлено просто как Лидинская улица, без номера.

## Пересечения
- Манчестерская улица
- Дрезденская улица
- Гданьская улица

## Транспорт
Ближайшая станция метро — «Удельная».